# 尚書五
天龍座19，又名BD+65 1157，HD 153597、SAO 17281、HR 6315，是天龍座的一颗恒星，视星等为4.89，位于銀經95.68，銀緯36.47，其B1900.0坐标为赤經16h 55m 28.6s，赤緯+65° 36.47′ 15″。